# Maurizio Stirpe
Maurizio Stirpe (Frosinone, 31 luglio 1958) è un imprenditore e dirigente sportivo italiano, vicepresidente di Confindustria con delega al Lavoro e alle Relazioni Industriali e presidente del Frosinone Calcio.

## Biografia
Ha completato gli studi scolastici presso il Collegio Santa Maria di Roma nel luglio del 1976 ed ha ottenuto la laurea in Giurisprudenza all’Università La Sapienza di Roma con il massimo dei voti nel novembre del 1981, maturando esperienze significative nell’approfondimento di tematiche legate sia alla macroeconomia che alla direzione strategica e gestione d’impresa.
Ha iniziato la sua esperienza lavorativa nel 1982 nella società Prima SpA di Torrice (FR) guidata dal padre Benito, ricoprendo successivamente il ruolo di Direttore Generale (1988), Amministratore Delegato (1998) e Presidente del CdA (2008), fino alla realizzazione del progetto di fusione della stessa Prima SpA con la società Sole SpA di Oderzo (TV), che ha dato vita al gruppo industriale Prima Sole Components SpA (PSC SpA), attualmente operante nel settore della progettazione e realizzazione di componenti in plastica per l’industria degli autoveicoli, motoveicoli e degli elettrodomestici con numerosi stabilimenti in Italia e all’estero (ad oggi in Polonia, Germania, Slovacchia e Brasile).
Attualmente è Presidente del CdA di Prima Sole Components Spa.
Dal 30 aprile 2019 Maurizio Stirpe è anche membro del consiglio di amministrazione del Sole 24 Ore S.p.A.
Dal punto di vista dell’attività di volontariato associativo, è stato dapprima Vice Presidente dell’Unione Industriali di Frosinone (UIF) dal 1992 al 1994 e successivamente, dal 1994 al 1996, Consigliere incaricato con delega alle relazioni industriali ed agli affari sociali.
Dal giugno del 1997 al luglio del 2001 è stato Presidente della stessa UIF, riservando, nell’espletamento di questo incarico, ampia attenzione alle tematiche della qualità totale, delle reti d’impresa, della formazione del personale, e, soprattutto dell’internazionalizzazione.
Dal 2003 è stato dapprima componente della Giunta di Confindustria Lazio e, successivamente, è stato nominato membro della Giunta di Confindustria (oggi denominata Consiglio Generale) alla quale ha partecipato a diverso titolo fino al maggio del 2016. Dal 2007 al 2011 è stato Presidente di Confindustria Lazio, contribuendo sia alla nascita di Fidimpresa Lazio sia, e soprattutto, a quella di Unindustria (Unione degli Industriali e delle Imprese di Roma, Frosinone, Latina, Rieti e Viterbo) di cui è stato Vice Presidente con delega allo sviluppo associativo nel biennio 2011-2012.
Nel settembre del 2012 è stato eletto Presidente di Unindustria per il quadriennio 2012-2016.

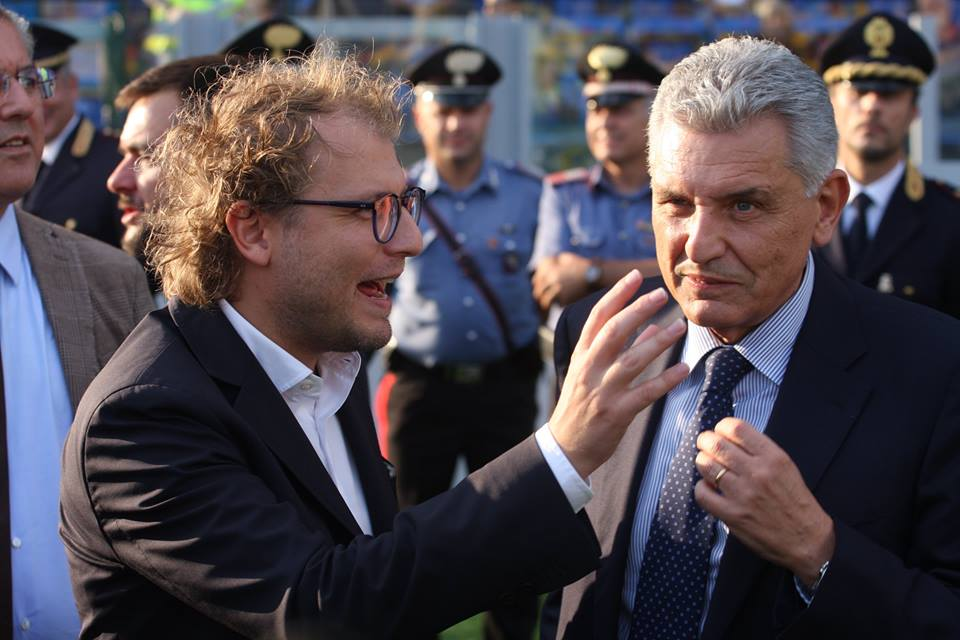
Il Cav. Maurizio Stirpe con l'ex ministro dello sport Luca Lotti

Nel biennio 2012-2014 è stato membro della Commissione per la riforma dello Statuto di Confindustria. Nel maggio del 2016 è stato eletto Vice Presidente di Confindustria con delega al Lavoro e alle Relazioni Industriali per il quadriennio 2016-2020. Nel maggio 2020 è stato confermato Vice Presidente per il Lavoro e le Relazioni Industriali per il quadriennio 2020-2024.
Sul versante dell’attività di volontariato sportivo, è presidente e amministratore unico del Frosinone Calcio dal 2003 e in tale veste ha contribuito ad ottenere la partecipazione a due campionati di Serie A nelle stagioni 2015-2016 e 2018-2019, unitamente alla realizzazione nel 2017 del nuovo stadio Benito Stirpe a Frosinone.
Nel mondo del calcio ha provato a contribuire alla crescita del movimento, rivestendo dal 2002 al 2006 la carica di membro del Consiglio di Lega di Serie C, dal 2006 al 2010 quella di membro del Consiglio di Lega della Serie A e B e di componente del Consiglio Federale della FIGC. Ha contribuito nel 2009 alla nascita e all’avviamento della Lega di Serie B di cui è stato membro del Consiglio di Lega nel biennio 2016-2017.
Nel giugno del 2010 ha ricevuto l’Onorificenza di Ufficiale Ordine al Merito della Repubblica Italiana. Nel giugno 2020 è stato nominato Cavaliere del Lavoro, onorificenza che era stata precedentemente conferita anche a suo padre, Benito Stirpe.
Il 30 maggio 2015, in seguito alla prima promozione in Serie A nella storia del Frosinone Calcio, Maurizio Stirpe riceve la cittadinanza onoraria di Frosinone. Il 20 maggio 2023, dopo la conquista della terza massima serie, il presidente del sodalizio ciociaro viene insignito dell’attestato di Alta Benemerenza comunale

## Palmarès Frosinone Calcio

### Presidente
- Campionato di Serie B: 1: 2022-2023
- Promozioni in Serie A: 3

2014-2015, 2017-2018, 2022-2023
- Promozioni in Serie B: 2

2005-2006, 2013-2014
- Promozioni in Serie C1: 1

2003-2004